# فرودگاه منطقه‌ای آرنولد پالمر
فرودگاه منطقه‌ای آرنلد پالمر (به انگلیسی: Arnold Palmer Regional Airport) یک فرودگاه همگانی بهره‌برداری هوایی با کد یاتا LBE است که یک باند فرود آسفالت دارد و طول باند آن ۱۱۰۱ متر است. این فرودگاه در کشور ایالات متحده آمریکا قرار دارد و در ارتفاع ۳۶۵ متری از سطح دریا واقع شده‌است.

## شرکت‌های هواپیمایی و مقصدهای پروازی
| شرکت‌های هواپیمایی | مقصدهای پروازی                                                        |
| ----------------- | --------------------------------------------------------------------- |
| Spirit Airlines   | فورت لادردیل–هالیوود، اورلاندو فصلی: ساوثوست فلوریدا، میرتل بیچ، تمپا |

### Top destinations
| Rank | Airport              | Passengers | Carrier |
| ---- | -------------------- | ---------- | ------- |
| 1    | اورلاندو             | 51,070     | Spirit  |
| 2    | فورت لادردیل–هالیوود | 41,760     | Spirit  |
| 3    | میرتل بیچ            | 34,450     | Spirit  |
| 4    | تمپا                 | 11,310     | Spirit  |
| 5    | ساوثوست فلوریدا      | 10,450     | Spirit  |
| 6    | منطقه‌ای شننده ولی    | <10        | Other   |
| 7    | پیتسبورگ             | <10        | Other   |